# 阿尔萨息王朝 (亚美尼亚)
亞美尼亞阿尔萨息王朝（亞美尼亞語：Arshakuni）從公元12年到428年統治亞美尼亞王國。這個王朝是伊朗安息帝國皇室（“安息”即阿尔萨息）的一個分支。在亞美尼亞阿爾塔克夏王朝滅亡後的混亂期間，阿尔萨息王朝國王斷續統治當地，直到公元62年梯里達底一世為安息帝國奪下亞美尼亞，但未能讓他後裔取得當地統治者地位，而是安息帝國皇族其他分支統治，直到沃洛吉斯二世（在約公元180年到191年擔任亞美尼亞統治者，而在公元191年到208年轉任安息帝國皇帝後改稱為沃洛吉斯五世）於公元180年才建起一個獨立的阿尔萨息王朝繼承系統。王朝在公元428年被薩珊王朝滅亡。
亞美尼亞阿尔萨息王朝治下最著名的兩個事件是启蒙者格列高利讓朝廷在公元301年皈依基督教，以及梅斯羅普·馬什托茨在約公元405年建立亞美尼亞字母。這個王朝的統治時期呈現出泛伊朗主義在當地的優勢地位。

## 王朝早期

阿尔萨息王朝治下的亞美尼亞王國版圖，公元150年。

阿尔萨息的族裔首次登上亞美尼亞王國王位發生在公元12年，當時安息帝國國王沃諾奈斯一世因他的親羅馬政策和西方文化作風，被逐離安息帝國。 沃諾奈斯一世在羅馬帝國同意下短暫登上亞美尼亞王位，但安息帝國的阿爾達班三世要求他下台，羅馬皇帝奧古斯都不願與安息帝國開戰，而罷黜沃諾涅斯一世，並將其送往敘利亞。沃諾奈斯一世離開後，阿爾達班三世即刻將其子奧羅德斯立為亞美尼亞國王。羅馬帝國提貝里烏斯皇帝無意放棄這個位於帝國東部邊境，有緩衝國功能的亞美尼亞，因此將其侄子及皇位繼承人日耳曼尼庫斯派往東方，與安息帝國的阿爾達班三世締約，承認其為亞美尼亞君主，且為羅馬人之友。
亞美尼亞領土在公元18年被羅馬贈予本都國王波列蒙一世之子芝諾（Zeno），芝諾取了亞美尼亞名字，稱為阿塔西亞斯（Artaxias，或是Zeno-Artaxias），即阿塔西亞斯三世）。阿爾達班三世因受安息王國內亂的影響而分心，無法反對羅馬任命國王之事。芝諾（即阿塔西亞斯三世）統治期間非常和平。芝諾於36歲去世後，阿爾達班三世決定恢復由波斯阿尔萨息族裔登上亞美尼亞的王位，他選擇其長子阿爾沙克一世為候選人，但遭到阿爾薩斯一世弟弟奧羅德斯的質疑，後者先前曾被芝諾所取代。雖然羅馬和波斯之間已維持10年的和平，羅馬提貝里烏斯皇帝迅速調動更多軍力前往當地，亞美尼亞在接下來的25年中成為當時兩個強權間的激烈戰場。
提貝里烏斯皇帝派一位自稱具有波斯阿尔萨息血統，名叫米特里達梯的高加索伊比利亞人領軍，米特里達梯成功將亞美尼亞征服，當地遭受重大創傷，阿爾薩斯一世被罷黜。出人意料的是米特里達梯被召回羅馬，繼而遭到囚禁，亞美尼亞交還給阿爾達班三世，後者將王位交給其幼子奧羅德斯。阿爾達班三世去世後，安息帝國內又爆發另一場內戰。而同時米特里達梯在他兄弟法拉曼尼斯一世和羅馬軍隊幫助下，又重登亞美尼亞的王位。安息帝國在經歷數年內戰之後，大位最終由古达尔兹二世在公元45年奪得。
阿爾沙克一世侄子拉達米斯特市（又名Ghadam，是高加索伊比利亞王國的王子）在公元51年入侵亞美尼亞，殺死阿爾沙克一世。羅馬帝國在安納托利亞卡帕多細亞省的總督朱利葉斯·拜林努斯（Julius Pailinus）決定出兵征服亞美尼亞，但他因拉達米斯特市提供豐厚的報酬，反而協議讓拉達米斯特市登基。當時的安息帝國君主沃洛吉斯一世趁機入侵亞美尼亞，成功迫使高加索伊比利亞人的拉達米斯特市退出，隨後而來的嚴寒冬天讓安息帝國軍隊無法忍受，而必須撤離，讓拉達米斯都得以重返大位。據羅馬歷史家塔西佗稱，拉達米斯都重新掌權後，由於統治過於殘酷，以至亞美尼亞人衝進宮殿，迫使拉達米斯都逃離，而沃洛吉斯一世得有機會將其兄弟梯里達底一世送上王位。

## 夾於羅馬和安息兩帝國間
羅馬皇帝尼祿不滿安息帝國在他們家門的影響力日益增長，派將納內烏斯·多米蒂烏斯·科布洛將軍率領大軍前往亞美尼亞，以扶立羅馬的傀儡國王（見公元58年到63年羅馬帝國-安息帝國戰爭）。提理達梯一世因此逃脫，羅馬人將提閣倫尼斯四世扶為傀儡國王，他在公元61年入侵安息王國的附庸國阿迪亞波納王國。沃洛加西斯一世認為這是羅馬的侵略行徑，重新發動戰爭，將提理達梯一世復立為亞美尼亞國王。將納內烏斯·多米蒂烏斯·科布洛在隨後的公元62年倫迪亞戰役（Battle of Rhandeia）中，再度擔任羅馬軍隊指揮官，進軍亞美尼亞並在倫迪亞（Rhandeia）建立軍營，並與提理達梯一世達成倫迪亞和平協議，根據協議提理達梯一世被承認為亞美尼亞國王，但他同意作羅馬的傀儡，並將前往羅馬由尼祿皇帝加冕。提理達梯一世統治亞美尼亞直到公元110年左右去世（或被迫退位），當時安息帝國皇帝奧斯羅伊斯一世入侵亞美尼亞，並把其侄子阿克希達里斯（Axidares）（前安息帝國皇帝帕科魯斯二世之子）繼承為亞美尼亞國王。

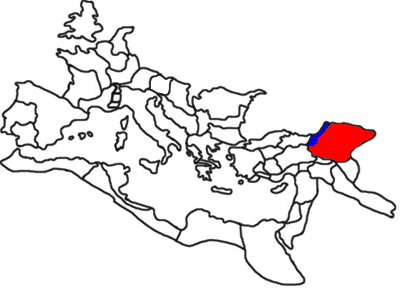
作為羅馬帝國一部分的大亞美尼亞（紅色），以及小亞美尼亞（藍色）；公元117年

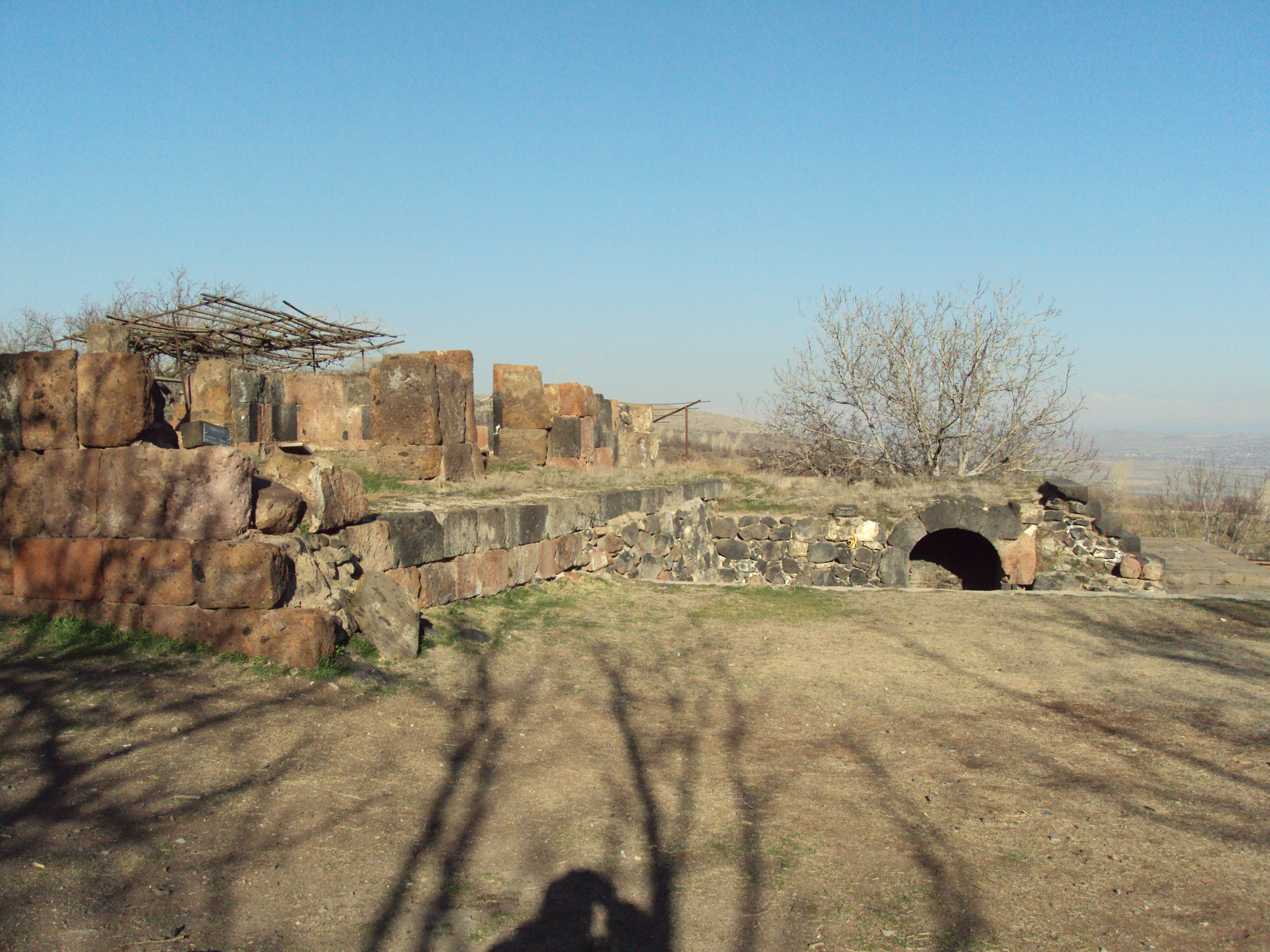
阿尔萨息王朝國王陵墓:公元4世纪

安息帝國重新侵入這種由尼祿皇帝時代開始，歷時長達半個世紀的羅馬帝國勢力範圍，兩個強權間的和平遂告終結，安息帝國與新的羅馬皇帝圖拉真重啟戰爭。圖拉真於公元113年10月進軍亞美尼亞，重新扶立亞美尼亞的傀儡國王。奧斯羅伊斯一世的使節在雅典與圖拉真會面，告知阿克希達里斯已被罷黜，並要求將王位授予阿克希達里斯的哥哥帕塔瑪西里斯（Parthamasiris）。圖拉真拒絕後，並在公元114年8月占領阿爾薩莫薩塔（帕塔瑪西里斯預定加冕所在城市），加冕並未發生，而是亞美尼亞王國受到吞併，成為羅馬帝國的一個新省。帕塔瑪西里斯遭驅逐，旋即神秘死亡。
亞美尼亞這個新省和卡帕多細亞省一起由盧修斯·卡提流斯·西弗勒斯治理。羅馬元老院為慶祝這一紀念日而鑄造錢幣，上刻有：ARMENIA ET MESOPOTAMIA IN POTESTATEM P.R. REDACTÆ的字樣以鞏固亞美尼亞作為羅馬最新一省的地位。一個覬覦帝位者（米特里達梯四世之子薩納特魯斯二世）所領導對安息帝國的叛亂受鎮壓後，一些零星的抵抗繼續進行，而安息帝國的沃洛加西斯三世皇帝在圖拉真於公元117年8月去世之前，設法佔領相當大的亞美尼亞土地。公元118年，新的羅馬皇帝哈德良將圖拉真征服的土地（包括亞美尼亞在內）予以放棄，並立帕塔姆哈佩特為亞美尼亞和奧斯若恩的國王，但沃洛加西斯三世仍控制亞美尼亞的大部分領土。最終羅馬帝國與安息帝國達成妥協，由安息帝國沃洛加西斯三世控制亞美尼亞。
沃洛加西斯三世統治亞美尼亞直到公元140年。安息帝國繼任者沃洛加西斯四世是米特里達梯五世之子，他在公元161年派軍佔領亞美尼亞，並將盧修斯·卡提流斯·西弗勒斯麾下的羅馬軍團消滅，安息帝國的軍隊甚至西進，到達敘利亞。
羅馬皇帝馬爾庫斯·奧列里烏斯立即派路奇烏斯·維魯斯前往東部戰線。公元163年，路奇烏斯·維魯斯派遣馬可斯·斯塔條斯·普利斯科斯將軍，後者最近才從不列顛尼亞調回，連同數支從敘利亞安條克來的軍團一起前進亞美尼亞。安息帝國沃洛加西斯四世麾下的阿塔克夏塔駐軍向馬可斯·斯塔條斯·普利斯科斯投降，普利斯科斯把索赫姆斯立為亞美尼亞的傀儡國王，同時把由沃洛加西斯三世扶立名為Pacorus者罷黜 。

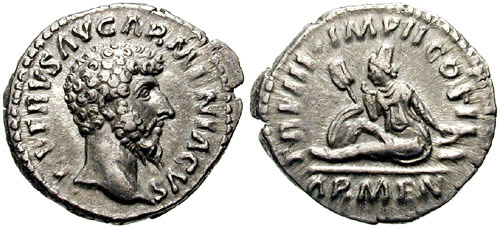
羅馬發行的錢幣，慶祝路奇烏斯·維魯斯為亞美尼亞而戰勝安息帝國的沃洛加西斯四世。

由於羅馬軍隊內部發生瘟疫，讓安息帝國在公元166年奪回大部分失地，並迫使索赫姆斯逃往敘利亞。在幾次羅馬帝國和安息帝國的干預後，沃洛加西斯二世於公元186年即位為亞美尼亞國王，沃洛加西斯二世在公元198年轉而登上安息帝國皇帝（改稱為沃洛加西斯五世）寶座，並將其子科斯洛夫一世（Khosrov I）立為為亞美尼亞國王。科斯洛夫一世隨後被羅馬人俘虜，羅馬人另行安排另一國王來統治亞美尼亞。但亞美尼亞人起而反抗，根據羅馬帝國和安息帝國之間的新妥議，科斯洛夫一世之子提理達梯二世（在位時期公元217年到252年）被立為亞美尼亞國王。

## 薩珊王朝時期
伊朗薩珊王朝阿爾達希爾一世在公元224年推翻安息帝國，建立新的王朝。薩珊王朝決心恢復阿契美尼德王朝舊日榮耀，以祆教為國教，並將亞美尼亞視為帝國的一部分。
亞美尼亞國王提理達梯二世為求與羅馬維持友好，以保住王朝自治。薩珊王朝國王沙普爾一世擊敗羅馬人，並與羅馬菲利普皇帝建立和平協議。沙普爾一世於公元252年入侵亞美尼亞，迫使提理達梯二世逃亡。在提理達梯二世和其子霍斯羅夫二世過世後，沙普爾一世立自己兒子赫瑪茲（Hurmazd）為亞美尼亞國王。沙普爾一世於公元270年去世時，赫瑪茲繼承薩珊王朝王位，他的兄弟納瑟（Narseh）繼續以赫瑪茲的名義統治亞美尼亞。
羅馬帝國在戴克里先皇帝統治時，立提理達梯三世為亞美尼亞統治者，他在公元287年擁有亞美尼亞領土的西部。當納瑟於公元293年前往波斯繼承王位時，薩珊人激起一些亞美尼亞貴族叛變。但是羅馬人於公元298年擊敗納瑟，霍斯羅夫二世之子，提理達梯三世在羅馬士兵的支持下重新控制亞美尼亞。

## 皈依基督教

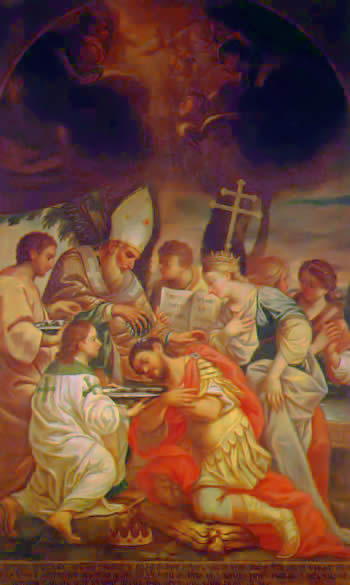
启蒙者格列高利為提理達梯三世施以洗禮.

直到安息帝國後期，亞美尼亞還是一個絕大多數人信奉祆教的地區。。根據歷史學家米凱爾·錢遷的著作 “Patmutiun Hayots i Skzbane Ashkharhi Minchev tsam diarn（Armenian History from the begining of the world）”（1784年），启蒙者格列高利讓提理達梯三世和他的宮廷成員皈依基督教。
梅斯羅普·馬什托茨在約公元405年創立亞美尼亞字母，俾便翻譯聖經，亞美尼亞文學也隨基督教化而萌芽。
根據亞美尼亞歷史學家摩弗希斯·科里納西的說法，亞美尼亞的艾薩克在約公元411年，將敘利亞文本的福音書翻譯為亞美尼亞文。但翻譯應不夠完善，不久後，梅斯羅普·馬什托茨的兩名學生艾格吉亞茲的約翰（John of Egheghiatz），和巴格的約瑟夫（Joseph of Baghin）被派往埃德薩翻譯聖經經文。他們旅行最遠到過君士坦丁堡，帶回希臘文聖經手抄本。借助從亞歷山卓獲得的其他手抄本，根據七十士譯本和俄利根的《六方節》文本，終將將希臘文聖經在公元434年完全譯成亞美尼亞文聖經。這份版本現仍在亞美尼亞教堂中使用。

## 衰亡
在提閣倫尼斯七世統治期間，薩珊王朝國王沙普爾二世入侵亞美尼亞。在隨後的幾十年中，亞美尼亞再次成為拜占庭帝國與薩珊王朝之間有爭議的土地，直到公元387年才獲永久解決，協議一直到公元639年，在阿拉伯人征服亞美尼亞之後停止。阿尔萨息王朝統治者仍間斷（與巴格拉提德王朝的王子競爭）控制這個王國，無論是作為拜占庭帝國的邊境防衛國(marzban)，或是作為波斯的保護國，在某種程度上仍保留王朝的權力，直到公元428年為薩珊王朝滅亡才告結束。

## 書目
- （德語） Schottky, Martin. . ANABASIS Studia Classica et Orientalia (The University of Rzeszów, Department of Ancient History and Oriental Studies). 2010, 2  [2021-08-01]. ISSN 2082-8993. （原始内容存档于2021-08-01）.

## 資料來源
- History of Education in Armenia – by Kevork A. Sarafian, G A Sarafean
- The heritage of Armenian literature Vol.1 – by A. J. (Agop Jack) Hacikyan, Nourhan Ouzounian, Edward S. Franchuk, Gabriel Basmajian
- W. Seibt (ed.), The Christianization of Caucasus (Armenia, Georgia, Albania) (2002),  ISBN 978-3-7001-3016-1
- Toumanoff, C. . : 543–546. 1986  [2021-08-01]. （原始内容存档于2020-05-26）.

## 外部連結
- Armenian History: Arshakuni dynasty by Levon Zekiyan
- The Arshakuni dynasty of Armenia by Vahan M. Kurkjian
- Vacca, Alison. . Bulletin of the School of Oriental and African Studies. 2021: 1–27. doi:10.1017/S0041977X21000033.